# Форсселль, Ларс
Ларс Ганс Карл Абрагам Форсселл (швед. Lars Hans Carl Abraham Forssell; 14 января 1928 года, Стокгольм, Швеция — 26 июля 2007 года, Стокгольм, Швеция) — шведский писатель, член Шведской академии. Форсселл был разносторонним писателем, который писал во многих жанрах, включая стихи, драму и написание песен. 

## Биография
Родился в 1928 году в Стокгольме, где впоследствии учился в школе Kungsholms Folkskola, которая в начале XX века считалась самой большой школой в мире. В 1940-х годах учился в США. После этого вернулся на родину и в 1951 году женился на Керстин Гане. У супругов было двое детей — Йонас и Мальте. 
В 1952 году окончил Уппсальский университет и стал корреспондентом из культуры в таких газетах и журналах, как Utsikt, Bonniers Litterära Magasin, Poesi, Dagens Nyheter и Expressen. В то время стал также автором песен для кабаре-шоу, которые проходили в Гётеборге. 1966 года стал одним из жюри 16-го Берлинского международного кинофестиваля. 
Его наработки по поэзии позволили ему стать членом Шведской академии в 1971 году, а песни его авторства сделали его известным для широкой общественности. В 1973 году написал песню для одного из участников шведского отбора на Евровидение, а в 1980 году — для певицы Lill-Babs. 
В 1968 и 1981 годах получал премию Беллмана, 1983 — офицерский крест ордена Искусств и литературы, 1992 — премию Пилота, 1997 — стипендию Корнелиса Вресвейка, 1998 — премию Шведской академии. 
В 2007 году умер в Стокгольме.